# Suphalomitus verbosus
Suphalomitus verbosus är en insektsart som först beskrevs av Walker 1853.  Suphalomitus verbosus ingår i släktet Suphalomitus och familjen fjärilsländor. Inga underarter finns listade i Catalogue of Life.